# Hortonworks
Hortonworks（英語：Hortonworks Inc）是一家位于美国加州帕拉奥图的商业计算机软件公司，专注于Apache Hadoop的开发和支持。Apache Hadoop是一种框架，能分布式处理跨计算机集群的海量数据。

## 历史
Hortonworks是一家由雅虎和基准资本出资2300万美金于2011年6月创建的独立公司，其员工为开源软件项目Apache Hadoop贡献代码。Hortonworks的名称来自于《Horton Hears a Who!》一书中的角色Horton the Elephant。当前，艾瑞克Baldeschweiler和Rob比尔登分别担任首席执行官和首席运营官。Rob之前供职于SpringSource。该公司的其他投资者还有包括Index Ventures。

## 类似厂商
- Cloudera
- Pivotal